# Durio bruneiensis
Durio bruneiensis Kosterm. è un albero della famiglia delle Malvacee endemico del Borneo.